# ペドロ・ピレス
ペドロ・ヴェロナ・ロドリゲス・ピレス（ポルトガル語: Pedro Verona Rodrigues Pires、1934年4月29日 - ）は、カーボベルデの政治家。同国南部のフォゴ島出身。2001年より2011年まで、カーボベルデ共和国第3代大統領を務めた。

## 初代首相
1975年にカーボベルデが独立すると、初代大統領アリスティデス・ペレイラのもとで初代首相を務めた。当時のカーボベルデはギニア・カーボベルデ独立アフリカ党 (PAIGC) による一党制が敷かれており、1980年にPAIGCカーボベルデ支部がカーボベルデ独立アフリカ党 (PAICV) として分離した後も、一党制は続いた。そのため長らく、ペレイラ大統領／ピレス首相体制が同国を支配することになる。
一党制への不満の高まりを受け、1990年2月にPAICVは複数政党制の導入を決定。同年8月にはPAICV総書記の座がペレイラからピレスに移った。しかし翌1991年の国民議会総選挙でPAICVが敗れたため、ピレスは首相職から退いた。

## 野党指導者として
1993年8月、PAICV総書記の座がピレスからアリスティデス・ライムンド・リマに移り、ピレスは党首に相当するPAICV議長に就任した。1997年9月には、後に第4代首相となるジョゼ・マリア・ヌヴェスと議長選を戦い、勝利している。
2001年に予定された大統領選挙に出馬するため、2000年にピレスはPAICV議長を辞任。後任議長にはヌヴェスが就任した。

## 第3代大統領
2001年の大統領選挙は、2月11日の第1回投票で過半数を制する候補がおらず、PAICVのピレスと民主運動 (MpD) のカルロス・ヴェイガが決選投票を戦うこととなった。
決選投票は2月25日に実施され、12票差（75827票vs75815票）という大接戦の末、ピレスが当選。同年3月22日、ピレスはカーボベルデ共和国第3代大統領に就任した。先だって行われた国民議会総選挙でPAICVが勝利していたため、既にヌヴェスが第4代首相に就任しており、ピレスの勝利によって再びPAICVが大統領・行政府を掌握することとなった。
2006年2月12日の大統領選挙では再びMpDのヴェイガとの戦いとなったが、第1回投票でピレスが過半数を制し、再選を決めている。
2008年5月、以前から唱えられてきた「アフリカ合衆国」構想に対し、ピレスは慎重な姿勢を示した。同時期に日本の横浜市で開かれた第4回アフリカ開発会議 (TICAD IV) への出席という形で訪日した経験がある。
2011年9月、大統領を退任。2011年、モ・イブラヒム賞を受賞。

## 参考サイト・注釈
1. ↑  共同通信社『世界年鑑2009』、世界人名録より。
2. ↑  1980年まではギニア・カーボベルデ独立アフリカ党 (PAIGC) のカーボベルデ支部所属。
3. 1 2  Elections in Cape Verde African Elections Database（英語）。2009年11月10日閲覧。
4. ↑  "Presidente cabo-verdiano prudente sobre Estados Unidos de África" Panapress 2008年5月28日（ポルトガル語）。2009年11月10日閲覧。

| 公職                                        | 公職                                            | 公職                                  |
| ------------------------------------------- | ----------------------------------------------- | ------------------------------------- |
| 先代 アントニオ・マスカレニャス・モンテイロ | カーボベルデ共和国大統領 第3代：2001年 - 2011年 | 次代 ジョルジェ・カルロス・フォンセカ |
| 先代 （創設）                               | カーボベルデ共和国首相 初代：1975年 - 1991年    | 次代 カルロス・ヴェイガ               |
| 受賞や功績                                  |                                                 |                                       |
| 先代 フェスタス・モハエ                     | モ・イブラヒム賞 2011年                         | 次代 ヒフィケプニェ・ポハンバ         |